# André Chaumeau
André Chaumeau, né le 22 octobre 1924 à Bourges et mort le 29 janvier 2013 à Paris 10e, est un acteur français.

## Biographie
Il fait partie des "Théophiliens", groupe de théâtre de la Sorbonne (comme Bernard Fresson, Robert Enrico). Sa carrière débute en 1956 et il enchaîne pendant plus de 50 ans des dizaines de seconds rôles au cinéma, au théâtre et à la télévision.
Il est élevé chevalier dans l'ordre des Arts et des Lettres en janvier 2005 (arrêté ministériel du 17 décembre 2004).

## Théâtre
- 1966 : Dieu, Empereur et Paysan de Julius Hay, mise en scène Georges Wilson, TNP Festival d'Avignon
- 1968 : Le Dragon d'Evgueni Schwarz, mise en scène Antoine Vitez, Maison de la Culture de Grenoble, Comédie de Saint-Étienne, Maison de la Culture de Bourges
- 1972 : René Leys de Victor Segalen, mise en scène Jean Rougerie, théâtre Firmin-Gémier
- 1988 : On ne badine pas avec l'amour d'Alfred de Musset, mise en scène Jean-Pierre Vincent
- 1991 : La Dame de chez Maxim's de Georges Feydeau, mise en scène Bernard Murat, théâtre Marigny
- 1997 : La Panne de Friedrich Dürrenmatt, mise en scène Pierre Franck, théâtre des Célestins
- 2001 : Coupable ou non coupable d'Ayn Rand, mise en scène Robert Hossein, théâtre Marigny
- 2003 : Feydeau c'est fou ! : Mais n'te promène donc pas toute nue et Feu la mère de madame de Georges Feydeau, mise en scène François Tilly, La Coursive La Rochelle puis théâtre de la Porte-Saint-Martin
- 2004 : Le Jardin aux betteraves de Roland Dubillard, mise en scène Jean-Michel Ribes, théâtre du Rond-Point puis théâtre de la Criée
- 2005 : Bartleby de Herman Melville, mise en scène David Géry, théâtre de la Commune
- 2006 : La Dernière Nuit pour Marie Stuart de Wolfgang Hildesheimer, adaptation et mise en scène Didier Long, théâtre Marigny

## Filmographie

### Cinéma

#### Longs métrages
- 1956 : Marie-Antoinette reine de France de Jean Delannoy : le duc de Liancourt
- 1961 : Un nommé La Rocca de Jean Becker : le surveillant du réfectoire
- 1965 : L'Apollon de Bellac : M. Lepédura
- 1967 : Le Fou du labo 4 de Jacques Besnard : le baron
- 1968 : Drôle de jeu de Pierre Kast : Dany
- 1971 : Le Sourire vertical de Robert Lapoujade : le voyeur
- 1973 : Le Canari de Peter Kassovitz : Emile
- 1975 : Les Galettes de Pont-Aven de Joël Séria : le commerçant
- 1975 : Les Bijoux de famille de Jean-Claude Laureux : le curé
- 1977 : Comme la lune de Joël Séria: Emile
- 1978 : L'argent des autres de Christian de Chalonge : l'appariteur
- 1980 : Inspecteur la Bavure de Claude Zidi : le juge d'instruction
- 1981 : Le Maître d'école de Claude Berri : le conseiller pédagogique
- 1981 : Une étrange affaire de Pierre Granier-Deferre
- 1982 : Le Cadeau de Michel Lang : Pinchon
- 1982 : Banzaï de Claude Zidi : le vendeur de meubles
- 1982 : Le Quart d'heure américain de Philippe Galland : l'homme qui attend pour téléphoner à la cabine
- 1982 : Le Retour de Martin Guerre : le curé
- 1982 : Interdit aux moins de 13 ans : Gros Bidon, le patron du bistrot
- 1983 : Garçon ! de Claude Sautet : le notaire
- 1983 : L'Ami de Vincent de Pierre Granier-Deferre : le concierge du music-hall
- 1983 : J'ai épousé une ombre de Robian Davis : M. Pessac, le maître de chai
- 1984 : Le Sang des autres de Claude Chabrol : le général SS Claussen
- 1984 : Stress de Jean-Louis Bertuccelli
- 1984 : Liste noire de Alain Bonnot : le convoyeur
- 1985 : Bachou d'Alain Dhouailly : Malaval
- 1986 : Cours privé de Pierre Granier-Deferre : Redon
- 1986 : Madame B de Bernard Queysanne : le curé
- 1987 : Miss Mona de Mehdi Charef : Gilbert
- 1988 : Le Complot d'Agnieszka Holland : Wacek
- 1990 : Le Château de ma mère (film) d'Yves Robert
- 1990 : Uranus de Claude Berri : le policier
- 1991 : La Tentation de Vénus de István Szabó
- 1991 : Milena de Véra Belmont
- 1991 : Rue Saint-Sulpice de Ben Lewin : le tailleur
- 1992 : Loin du Brésil de Tilly : M. Lépinard
- 1992 : La Fille de l'air de Maroun Bagdadi : le magistrat
- 1993 : Germinal de Claude Berri : le caissier de la compagnie
- 1999 : Astérix et Obélix contre César de Claude Zidi : un druide
- 2000 : Vatel de Roland Joffé : le montreur de singe
- 2009 : Le Vilain d'Albert Dupontel : Hippolyte
- 2009 : Divorces de Valérie Guignabodet : M. Briard
- 2012 : Les Seigneurs d'Olivier Dahan : le voisin retraité

#### Courts métrages
- 1965 : Les Caractères de La Bruyère d'Éric Rohmer
- 2009 : Dernière Démarque de Matthieu Rumani et Nicolas Slomka : le vieux monsieur

### Télévision

#### Téléfilms
- 1961 : Le Massacre des innocents
- 1964 : L'Abonné de la ligne U
- 1968 : La Forêt noire de François-Régis Bastide
- 1974 : Cadoudal de Jean-François Chiappe
- 1974 : La Voleuse de Londres de Marcel Cravenne
- 1977 : Les Confessions d'un enfant de chœur de Jean L'Hôte
- 1981 : Une sale affaire d'Alain Bonnot
- 1983 : Trois morts à zéro de Jacques Renard[3]
- 1985 : L'Année terrible de Claude Santelli
- 1986 : La Dame des dunes de Joyce Buñuel
- 1988 : La Mort mystérieuse de Nina Chéreau de Dennis Berry
- 1989 : Le Prix du silence de Jacques Ertaud
- 1990 : Six crimes sans assassins de Bernard Stora
- 1990 : Le Fantôme de l'Opéra de Tony Richardson
- 1990 : De mémoire de rose d'Yves Amoureux
- 1994 : Le Clandestin de Jean-Louis Bertuccelli
- 1994 : Chèques en boîte de Nicolas Gessner
- 1996 : Berjac : Coup de maître de Jean-Michel Ribes
- 1997 : La Cité des alouettes de Luc Béraud
- 2002 : Napoléon d'Yves Simoneau: Louis XVIII

#### Séries télévisées
- 1958 : En votre âme et conscience
- 1962 à 1966 : Le Théâtre de la jeunesse [Quoi ?]
- 1964 : L'Abonné de la ligne U de Yannick Andreï
- 1967 : Les Cinq Dernières Minutes, épisode Finir en beauté de Claude Loursais
- 1968 : Le Tribunal de l'impossible de Michel Subiela (série télévisée) (épisode Nostradamus alias Le Prophète en son pays) de Pierre Badel
- 1970 : La Brigade des maléfices de Claude Guillemot
- 1976 : Minichronique de René Goscinny et Jean-Marie Coldefy, épisode L'Angoisse : l'homme à l'accueil de la gare
- 1976 : Les Cinq Dernières Minutes (série télévisée), épisode Le Pied à l'étrier de Claude Loursais
- 1978 : Les Brigades du Tigre, épisode Cordialement vôtre de Victor Vicas
- 1978 : Médecins de nuit de Philippe Lefebvre, épisode : Anne : le patron du bar
- 1978 : Commissaire Moulin
- 1979 : Les Yeux bleus
- 1980 : Julien Fontanes, magistrat épisode Par la bande de François Dupont-Midy
- 1980 : Les Enquêtes du commissaire Maigret, épisode Le Charretier de la Providence de Marcel Cravenne
- 1981 : La Vie des autres
- 1982 : Les Cinq Dernières Minutes, épisode L'Impasse des brouillards de Claude Loursais
- 1984 : Les Enquêtes du commissaire Maigret, épisode La Patience de Maigret d'Alain Boudet
- 1985 :  Série noire : Adieu la vie de Maurice Dugowson
- 1986 : Série noire : Pour venger pépère de Joël Séria
- 1986 : L'Ami Maupassant (série de 6 épisodes)
- 1986 : Série noire : Rhapsodie en jaune de Gérard Marx
- 1991 : Nestor Burma (série)
- 1994 : Maigret (série)
- 2001 : Navarro (série)
- 2011 : Doc Martin (série de 6 épisodes) de Arnaud Sélignac et Jean-Michel Fages
- 2011 : Les Beaux Mecs (série de 8 épisodes) de Gilles Bannier

## Voxographie
- 1995 : Casino : Billy Sherbert (Don Rickles)
- 1997[4] : Princesse Mononoké : Jiko, le fidèle de l'empereur
- 2004 : La ferme se rebelle : Le shérif Sam Brown (Richard Riehle)
- 2006 : Les contes de Terremer : le vendeur d'Hazia

## Distinctions
- Commandeur de l'ordre des Arts et des Lettres